# 卡拉納 (約格瓦縣)
58°42′13″N 26°01′17″E / 58.70361°N 26.02139°E

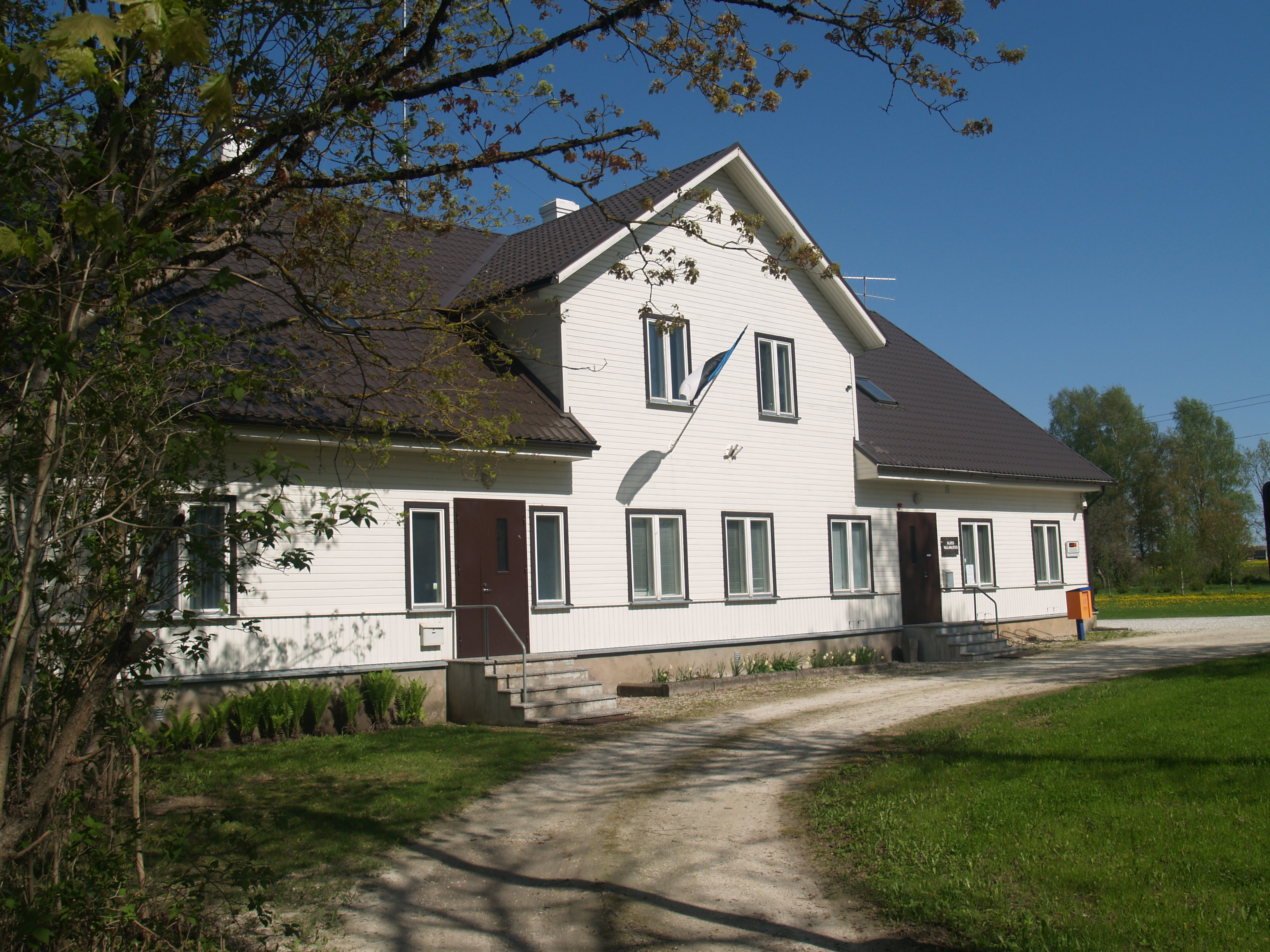
卡拉纳社区中心

卡拉納，是愛沙尼亞約格瓦縣珀爾察馬市鎮内的村庄，位於該國東部，曾是原帕尤西市镇的行政中心，處於首都塔林東南面110公里，海拔高度74米，2011年該村庄人口97。